# 佐藤和沙
佐藤 和沙（さとう かずさ、1986年11月29日 - ）は、日本の元グラビアアイドル。有限会社創プロ⇒アーティストハウス・ピラミッドに所属していた。

## 来歴・人物
- 愛知県豊橋市出身[2]。趣味はサッカー観戦、野菜を切ること（特にキャベツの千切り）、絵を描くこと。特技はお菓子作り・水泳。
- デビューは、高校2年生の時に友人が応募したオーディションで、グラビア部門への応募を勧められたことがきっかけ。
- 憧れはMEGUMI。『週刊プレイボーイ』のグラビアでは、胸の谷間を「麗しきカービング」と称えられた。同誌では、グラビアが掲載された号の人気投票で、2位になったことがある。また、「佐藤寛子の妹分」と紹介されていたが、所属事務所は異なり、共演歴もない。
- 『BSブランチ』（第5期2006年7月1日～2007年10月27日）では胸の谷間が見える服を着ていることが多く、特にMCをやる時は胸元が見える服を着ていたことが多く見られた。
- 『雨上がり決死隊のトーク番組アメトーーク!』の「今後ブレイクするであろう脅威の後輩グラビアを紹介!!」の企画において夏川純の推薦により紹介された。特に白の水着がよく似合うと褒め称えられ、蛍原徹からも由紀さおり以来だと同意された。
- 2007年7月頃に番組収録中の怪我で療養。同年7月22日に開催予定だった「ラピス　プランニング」の撮影会が中止になり、レギュラー出演していた『BSブランチ』を途中降板した（2007年9月22日から最終回の10月27日までの6週間）。
- 活動後期には、イベントで「もう（バストが）100cmになっているかも」と語っていた。[3]
- CMやグラビアアイドルのコンテストには縁がなかったため、一般的な認知度は高くなかったが、当時の雑誌読者プレゼントのテレカは、現在でもオークションサイトで1万円の大台がついているものが多い。また、2015年の「週刊プレイボーイ」による「レジェンド50人巨乳グラドル25年史」でも選出されている。
- 引退後の現在は都内でチョコレート専門店を経営[4]。SNSには柳野玲子、相澤仁美、工藤亜耶、森下悠里といったかつてのグラビアアイドル仲間の姿が見られる。

## 出演

### テレビ
- ガダルカナル・タカのでるネット編集部（BS-i）
- 農ドルちゃん（テレビ大阪）
- Se-女!2（テレビ東京）
- BLOG@GIRLS（BS-i）
- SKYPerfecYV!（エンタ!371ピラミッドガールズ　メインMC）
- エンタdeパンチ（SKYPerfec TV371ch）
- BSブランチ（BS-i）
- アイチテル!（TBSテレビ） - ゲスト出演
- 雨上がり決死隊のトーク番組アメトーーク!（テレビ朝日系列）
- 女子アナ一直線!（テレビ東京） - 陣内サキ 役
- Goro's Bar（TBSテレビ）- ゲスト出演
- 『ぷっ』すま（テレビ朝日）
- 堂本剛の正直しんどい（テレビ朝日）
- 志村けんのだいじょうぶだぁII（フジテレビ） - 「志村診察室」ゲスト

## リリース作品

### 写真集
1. もぎたてフルーツ（2004年3月19日、竹書房、撮影：西条彰仁）ISBN 978-4-8124-1556-6
2. ときめきアクシデント（2004年9月17日、竹書房、撮影：斉木弘吉）ISBN 978-4-8124-1834-5
3. ひめごと。（2006年5月20日、メディアックス、撮影：木村晴）ISBN 978-4-86201-610-2
4. ドリームランド（2007年1月22日、晋遊舎、撮影：西條彰仁）ISBN 978-4-88380-606-5
5. Perfume(パフューム)（2008年1月26日、晋遊舎、撮影：佐藤裕之）ISBN 978-4-88380-730-7

### イメージビデオ
1. Pure Smile 佐藤和沙 （2004年3月、竹書房）
2. ときめきアクシデント （2004年9月、竹書房）
3. Se-女!2シルキーコレクション 佐藤和沙 （2005年3月、イーネット・フロンティア）
4. みるく （2005年6月、竹書房）
5. 99 Iランド （2005年8月、日本メディアサプライ）
6. アゲハ （2005年12月、ぶんか社）
7. ひめごと。 （2006年4月、メディアックス）
8. SPARK! （2006年8月、ラインコミュニケーションズ）
9. feel～やわらかかずさ～　（2006年11月、avex visual）
10. Sunshine!（2007年2月、フォーサイド・ドット・コム）
11. Impact（2007年4月、ビーエムドットスリー）
12. Temptation -誘惑-（2007年10月、ゴマブックス）
13. Perfume（2008年2月、晋遊舎）ISBN 978-4-88380-731-4
14. 蜃気楼（2008年4月、イーネットフロンティア）
15. Depravity～堕落～（2008年7月、トリコ）